# Synchrolift

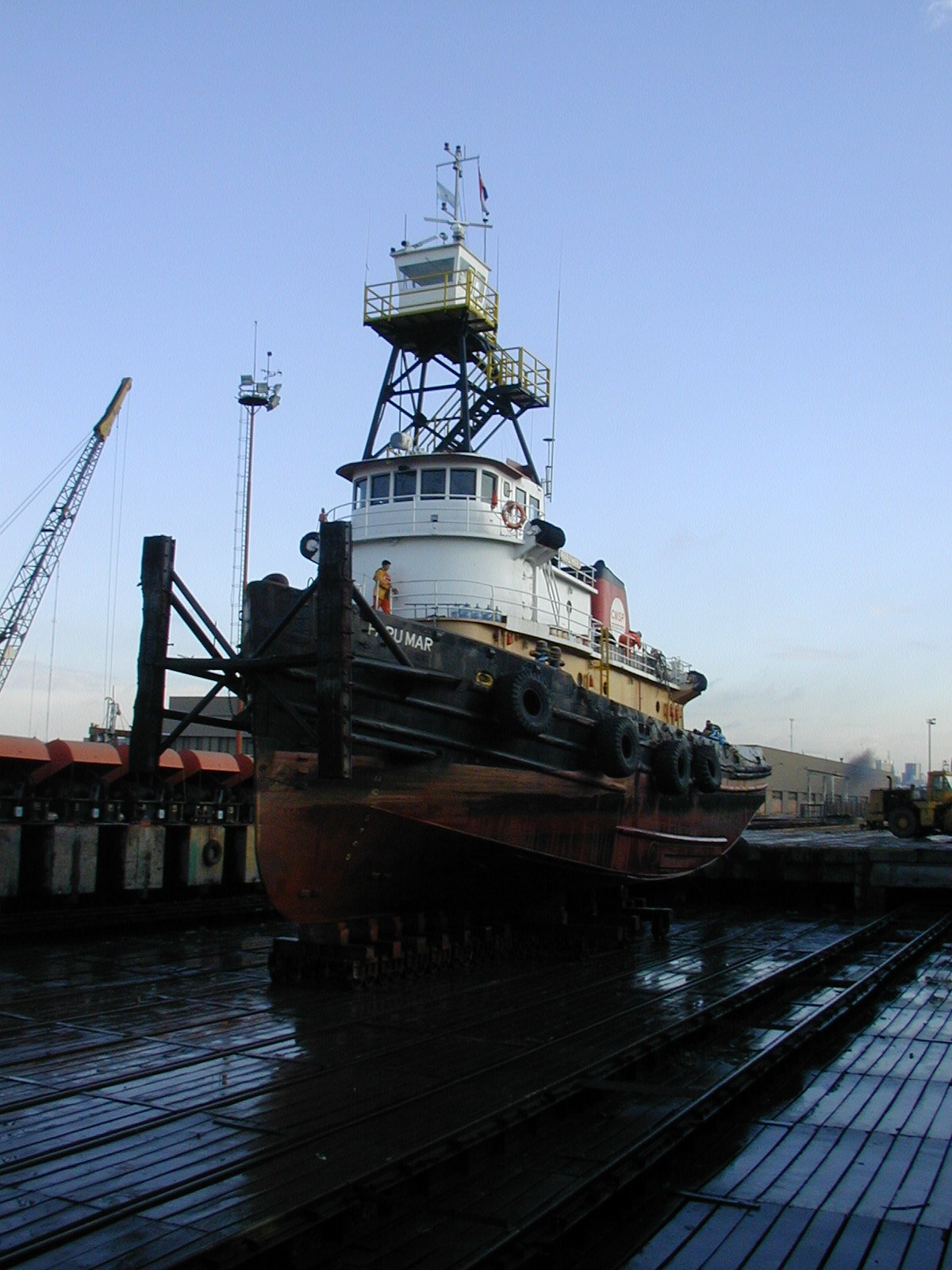
Syncrolift, Buenos Aires

Un synchrolift o syncrolift es un sistema para levantar embarcaciones fuera del agua para tareas de mantenimiento o reparación. La nave es maniobrada sobre una cuna sumergida que luego es izada por una serie de cabrestantes o montacargas electromecánicos sincronizados que colocan la plataforma a nivel del piso. Al ser puesta a seco, la embarcación es ubicada sobre bogies a lo largo de su eslora, que permiten que sea remolcado sobre rieles a las gradas de trabajo mediante un carro de transferencia. La separación entre el lugar de elevación y el de reparación permite desocupar el synchrolift y trabaja con varios buques simultáneamente.
Los synchrolifts de mayor tamaño pueden levantar buques de hasta 100 000 toneladas de peso muerto  Debido a esta capacidad, los syncrolifts han reemplazado casi totalmente a los antiguos sistemas de dique seco, la mayoría de los cuales solo puede manejar un buque a la vez.
Synchrolift fue una empresa estadounidense fabricante de estos elevadores, fundada por el ingeniero Raymond Pearlson, inventor del dispositivo.  Rolls Royce Group Plc la adquirió en 1989.